# Aloeides landmani
Aloeides landmani är en fjärilsart som beskrevs av Tite och Dickson 1973. Aloeides landmani ingår i släktet Aloeides och familjen juvelvingar. Inga underarter finns listade i Catalogue of Life.